# Šenov u Nového Jičína
Šenov u Nového Jičína (en allemand : Schönau bei Neutitschein) est une commune du district de Nový Jičín, dans la région de Moravie-Silésie, en Tchéquie. Sa population s'élevait à 2 058 habitants en 2021.

## Géographie
Šenov u Nového Jičína se trouve à la limite nord-est de Nový Jičín, à 31 km au sud-ouest d'Ostrava et à 262 km à l'est-sud-est de Prague.
La commune est limitée par Kunín et Bartošovice au nord, par Libhošť et Rybí à l'est, par Nový Jičín au sud, et par Bernartice nad Odrou à l'ouest.

## Histoire
La première mention écrite de la localité date de 1383. Šenov a été rattaché à Nový Jičín en 1949. Il est redevenu une commune indépendante en 1994 sous son nom actuel.

## Transports
Par la route, Šenov u Nového Jičína se trouve à 3 km du centre de Nový Jičín, à 42 km d'Ostrava et à 325 km de Prague.